# 오디 머피
오디 리언 머피(영어: Audie Leon Murphy, 1926년 6월 20일 ~ 1971년 5월 28일)는 2차 세계대전당시 유럽 전선에 27개월 동안 참전해 2차대전 당시 미군 병으로서 가장 많은 훈장을 수여받은 미군 병이다.
대전 당시 미군으로 수여받을 수 있는 최고 훈장인 명예 훈장과 은성 훈장 등의 군인 훈장, 국가 기장이나 프랑스와 벨기에의 훈장과 수여장 5개 등 총 33개의 훈장을 받았으며, 이등병에서 중위로 진급했다.
후에 배우로서 33개의 서부영화를 포함한 44개의 영화에 캐스팅 되었으며 특히 자서전을 기초로 제작되어 한국에서도 개봉된 적 있는 <To Hell and Back>으로 유명하다. 컨트리 음악 작곡가와 목장 사업가로도 활동했다.
1971년 비행기 추락으로 사망하여 알링턴 국립묘지에 묻혔으며, 그의 묘지는 존 F. 케네디의 묘지 다음으로 방문객의 수가 많다.

## 유년기
오디 머피는 1924년 6월 20일 텍사스 주 킹스턴에서 소작인으로 빈궁한 생활을 하고 있던 아일랜드계 에밋 머피(Emmett Murphy 와 제시 벨 머피(Josie Bell Murphy)사이에서 총 20명의 형제 가운데 6번째로 출생해 셀레스테(Celeste)의 팜스빌(Farmersville)과 그린빌(Greenville)의 농장에서 성장했다. 자서전인 To Hell and Back에 의하면 그의 형제는 찰스 에밋(Charles Emmett), 버넌(Vernon), 코린(Corinne), 준(June), 오네타(Oneta), 리처드(Richard), 유진(Eugene), 조셉(Joseph), 빌리(Billie), 나딘(Nadine), J.W 등인데, 당시 형제 20명 중에 9명만이 18살때까지 생존했다. 가족의 생계가 너무 어려워 식사는 다람쥐, 토끼, 새 등 모두 사냥으로 포획한 들짐승을 먹어야 했는데 이때 그가 22구경 소총으로 직접 사냥을 하면서 사격술을 늘렸다고 한다.
12살인 1936년경에는 아버지가 가출했는데, 이후 아버지와는 다시 재회하지 못했다. 이로 인해 할 수 없이 다니던 중학교에서 8학년까지 이수하고 자퇴하였다. 혼자서 가족을 부양하기 위해 처음에는 농부 조수로 쟁기질 등의 농장일이나 면화 씨를 빼내는 일 따위를 했고, 후에는 디오 수선소 조수로 일을 하게 되었다. 그가 15살이던 1941년 5월 23일에 어머니가 사망했고, 1942년에 어머니의 유언과 누나 코린의 동의로 3명의 나이 어린 동생들을 고아원에 보냈다. 이들과는 2차대전 후 그가 유명해지고 부유해지면서 다시 같이 살았다. 이후 19세때까지 살던 거주 부근을 배회하면서 상점원, 백화점 직원, 차고 관리인, 주유소 직원, 학교 관리인 등 잡일을 하면서 생계를 이어갔는데, 사격대회에서도 우승해 상금을 생활비로 사용했다고 한다.

## 병 지원과 훈련
머피가 15세였던 1941년 12월 7일 진주만 공격으로 미국이 2차세계대전에 참전하였고 곧 징집이 시작되었다. 이것을 계기로 머피는 군에 입대하려고 했으나 군 입대 최소연령인 16세에 미달인 이유로 거절당했고, 1942년 6월, 그가 16세가 되던 생일 바로 당일에 비로소 처음 해병대에 지원서를 제출하게 되었다. 그러나 빈곤한 가정환경으로 인한 영양실조로 실격당했는데, 당시 그의 체격은 키 166cm에 몸무게 48kg에 불과했다. 이후 해군과 공수부대에도 지원했으나 불합격 처리되었고, 마지막으로 그린빌 육군 모병소에 지원서를 냈다. 육군 모병관에게 사정해 겨우 합격한 그는 군번 01-692-509로 기초 군사훈련을 위해 텍사스 주 캠프 월터스(Camp Wolters)에 배치되었다. 그러나 약한 체력과 영양실조까지 겹쳤던 머피는 다른 훈련병들보다 지나치게 빨리 지치거나 실신하기까지 해서, 그를 담당한 중대 교관들은 머피를 행정병이나 취사병 등의 후방 근무 훈련으로 전환시키려고 했다. 그러나 소견서를 읽은 머피가 이 조치를 취소해달라고 강경하게 요청했고, 별 수 없이 교관들은 13개월 동안 계속 그를 전투병으로 훈련시킬 수밖에 없었다고 한다.

## 2차대전 참전
13개월의 기초훈련 후 메릴랜드 주 미드(Meade) 훈련소에서 보병 훈련까지 이수한 그는 해외근무를 요청하여 제 3 보병사단 15연대 1대대 B중대의 이등병(당시 보충병)으로 1943년, 횃불 작전(Operation Torch)의 일부로 모로코의 카사블랑카에 상륙했다. 이 시기에 특별한 전투나 작전은 없었고 머피는 3사단의 기동 연습에만 참가했다. 중대에서 그의 별명은 애송이(Greenhorn) 나 텍사스 꼬맹이(Little Texas)였다고 한다. 그가 실제 전투에 참가한 것은 1943년 7월 10일 허스키 작전(Operation Husky)의 일부로 시칠리아로 진격한 때였다. 해안에 당도하자마자 처음으로 교전을 경험했는데, 이때 약 500m가량 앞에 보이는 말을 타고 도주하던 두 명의 이탈리아 장교를 사살했고, 이것이 그의 첫 전과가 되었다고 한다. 허스키 작전 이후 머피는 상병으로 진급했다.
시칠리아를 완전히 정복한 후 제 3군은 1943년 9월 중순에 이탈리아 본토인 살레르노(Salerno)를 침공했다. 살레르노에 상륙하고 얼마 지나지 않은 시점에 머피는 말라리아에 걸려서 몇달을 살레르노의 임시 야전 병원 신세를 져야 했다. 이후 복귀해 살레르노에서 복무하고 있던 어느 날, 머피는 야간 정찰대를 지휘해 독일군 지역을 급습했다. 그러나 곧이은 포화로 인해 돌산 뒤로 숨게 되었고, 독일군 측에서는 분대 병력으로 공격을 시도했다. 하지만 미리 병들을 매복시켜놨던 머피는 일제사격으로 세 명을 사살하고 9명의 포로를 잡았으며, 이 공로로 그는 부사관으로 진급했다. 이탈리아 북쪽으로 계속 진격하면서 볼투르노(Volturno)와 안치오(Anzio)에도 상륙해 전투를 치렀고, 이러한 참전으로 제 3군이 로마로 진격한 시기에는 여러 훈장을 받게 되었다.
이후 제 3사단은 이탈리아에서의 임무를 마감하고 1944년 8월 15일 앤빌-드래곤 작전(Operation Anvil-Dragooon)의 일부로 남프랑스에 상륙해 최초로 교전을 치렀다. 이때 군에서 가장 절친한 친구였던 라티 팁턴(Lattie Tipton)이 항복하는 것처럼 가장하며 접근중이던 독일군에 의해 전사하자, 머피는 단독으로 독일 기관총병을 사살하고 노획한 기관총과 수류탄을 이용해 근접한 다른 독일군의 여러 거점을 파괴했다. 이 공로로 그는 미군 서열 2위의 훈장인 육군수훈십자훈장(영어: Army Distinguished Service Cross)를 수여받았다. 10월 2일에 독일군 기관총 진지 15야드 앞까지 접근한 후 수류탄 두 개를 던져 파괴시킨 무훈으로 은성 훈장을 수여받았으며, 10월 5일 전방의 독일군 진지에 접근하여 무전기로 폭격유도를 하여 파괴시킨 공로로 동성훈장(Bronze Star Medal)을 수여받았다. 몇 주 후에는 저격수의 도탄을 포함한 두 번의 부상으로 다시 은성 훈장을 수여받게 되는데, 이때 그는 하사 계급으로 중사 계급의 지휘권도 겸임하고 있었다. 그는 약 10주 동안 치료를 거쳤고, 그가 다시 돌아올 때쯤에서는 중대장으로 임명된 상태였다. 이후 그는 프랑스 북부로 계속 진격했다.

#### 은성 훈장 수여 관한 미군 공식 인용문
:명령 66호, 제 3보병사단 사령부, 1945년 2월 25일.
I - AWARD THE SILVER STAR. Under the provisions of Army Regulations 600-45, as amended, a Silver Star is awarded each of the following named individuals:
Citation:AUDIE L. MURPHY, 01 692 509, First Lieutenant (then Staff Sergeant), Infantry, Company "B", 15th Infantry Regiment. For gallantry in action. On the morning of 2 October 1944, near CLEURIE QUARRY, France, First Lieutenant MURPHY inched his way over rugged, uneven terrain, toward an enemy machine gun which had surprised a group of officers on reconnaissance. Getting to within fifteen yards of the German gun, First Lieutenant MURPHY stood up and, disregarding a burst of enemy fire delivered at such close range and which miraculously missed him, flung two hand grenandes into the machine gun position, killing four Germans, wounding three more and destroying the position. Residence: Farmersville, Texas.
오디 머피, 군번 01-692-509, 15연대 B중대 보병중위. 그의 용맹한 무공에 대해 이 훈장을 수여함. 1944년 10월 2일 프랑스 클로리 쿠아르 부근에서 중위 머피는 정찰중인 장교대에게 기습 공격을 한 독일군 기관총 진지를 향해 바위투성이고 울퉁불퉁한 지역에서 조금씩 전진했다. 기관총 진지로부터 15야드 전방까지 전진한 중위 머피는 그 자리에서 일어섰고, 가까운 거리로 적군의 포화가 빗발쳤으나 기적적으로 빗나갔으며, 진지에 두 개의 수류탄을 던져 4명의 독일군을 사살했고 3명 이상을 부상케 했으며 진지를 파괴했다.

:명령 83호, 제 3보병사단 사령부, 1945년 3월 3일
II - AWARD OF 1ST OAK LEAF CLUSTER TO THE SILVER STAR. Under the provisions of Army Regulations 600-45, as amended, a 1st Oak Leaf Cluster to the Silver Star previously awarded, is awarded each of the following named individuals:
Citation:AUDIE L. MURPHY, 01 692 509, First Lieutenant (then Staff Sergeant), Infantry, Company "B", 15th Infantry Regiment. For gallantry in action. On the afternoon of 5 October 1944 near LE THOLY, France, First Lieutenant MURPHY, carrying an SCR 536 radio, crawled fifty yards under severe enemy machine gun and rifle fire, to a point 200 yards from strongly entrenched enemy who had prevented further advance. Despite machine gun and rifle bullets that hit as close as a foot to him, First Lieutenant MURPHY directed artillery fire upon enemy positions for an hour, killing fifteen Germans and inflicting approximately thirty-five additional casualties. His courage, audacity and accuracy enabled his company to advance and attain its objective. Residence: Greenville, Texas.
오디 머피, 군번 01-692-509, 15연대 B중대 보병 중위. 그의 용맹한 무공에 대해 이 훈장을 수여함. 1944년 10월 5일 오후 프랑스 르 토르 근처에서, SCR-536 무전기를 소지한 중위 머피는 강력한 참호를 구축하여 진격을 방해하는 독일군의 기관총과 소총 사격을 피해 50야드 정도를 기어 가 200야드 정도 되는 위치에 당도했다. 기관총탄과 소총탄이 겨우 1피트 정도 되는 곳을 파헤쳤지만, 중위 머피는 1시간 동안 독일군 위치에 포격을 할 수 있도록 이를 지시했으며, 15명의 독일군을 사살하고 대략 35명 이상의 독일군에게 부상을 입혔다. 그의 용기, 대담성과 정확성이 그의 중대를 진격케 하여 임무를 완수할 수 있게 했다.

### 홀츠바이어 전투
1945년 1월 26일에 있었던 홀츠바이어(프랑스어: Holtzwihr)전투로 머피는 일약 유명세를 타기 시작했다. 상세한 경위는 다음과 같다. 당일 B중대 장교 2명과 부사관과 병 28명은 2대의 601 전차연대 소속 전차들과 함께 홀츠바이어 시를 향해 진군하고 있었고, 그 때 머피는 B중대의 소대장이면서 포격 유도원이었다. 진격 중 갑자기 독일 제 2산악사단의 6대의 판터 전차와 독일군 2개 중대 총 250여명의 병력과 맞닥뜨린 B중대는 기습 공격을 받게 되었다. 셔먼 2대 중 1대는 판터전차의 포격으로 격파되었고, 다른 1대는 구덩이에 빠지게 되어 기동이 불가능하게 되었다. 건너편에는 독일군 128명이 진격하고 있던 상태였는데, 이때 머피는 모든 소대원들을 숲 속의 후방으로 보내고 단독으로 독일군들과 전투를 치렀다. 셔먼 전차 위에 올라간 그는 기관총으로 독일군에게 응사하기 시작하였고, 이런 상황에서 아군 포병에게 포격을 지시했다. 이때 독일군 전차에서 발사한 포탄의 충격으로 전차에서 튕겨나갔지만 곧바로 정신을 차리고 다시 올라가 사격했다. 이런 대치상황이 계속된 지 1시간 후, 기관총의 총탄이 바닥나자 그는 탄띠를 교체할 틈도 없어 전차 해치 안에서 죽은 척을 했고, 2개 분대의 독일군이 접근해 오자 갑자기 일어서 기관단총을 발사해 사살했다. 격파된 전차 안에서 계속 사격을 하던 그는 독일군이 후퇴하는 것을 보고는 전차에서 내려왔다고 하는데 이때 다리에 부상을 입었고, 그 직후 그 전차가 화염에 의해 폭발했다고 한다. 그는 의무병들에게 다른 부상한 소대원들을 응급조치하게 지시했고, 다리에 붕대만을 감은 뒤 소대원 몇 명을 인솔해 후퇴하던 독일군을 소탕한 전과를 달성했다.
홀츠바이어 전투로 머피는 명예 훈장을 수여받게 되고, 이례적으로 하사에서 곧바로 장교 계급인 소위로 진급하였다.

#### 명예 훈장수여에 관한 미군 공식 인용문
General Orders No. 65

WAR DEPARTMENT

Washington 25, D.C., 9 August 1945

Section

MEDAL OF HONOR - Award

I.  MEDAL OF HONOR. - By direction of the President, under the provisions of the act of Congress approved 9 July 1918 (WD Bul. 43, 1918), a Medal of Honor for conspicuous gallantry and intrepidity at the risk of life above and beyond the call of duty was awarded by the War Department in the name of Congress to the following-named officer:

Name: Audie Leon Murphy
Rank and organization: Second Lieutenant, U.S. Army, Company B 15th Infantry, 3rd Infantry Division.
Place and date: Near Holtzwihr France, January 26, 1945.
Entered service at: Dallas, Texas. Birth: Hunt County, near Kingston, Texas, G.O. No. 65, August 9, 1944.
Citation: Second Lt. Murphy commanded Company B, which was attacked by six tanks and waves of infantry. 2d Lt. Murphy ordered his men to withdraw to a prepared position in a woods, while he remained forward at his command post and continued to give fire directions to the artillery by telephone. Behind him, to his right, one of our tank destroyers received a direct hit and began to burn. Its crew withdrew to the woods. 2d Lt. Murphy continued to direct artillery fire, which killed large numbers of the advancing enemy infantry. With the enemy tanks abreast of his position, 2d Lt. Murphy climbed on the burning tank destroyer, which was in danger of blowing up at any moment, and employed its .50 caliber machine gun against the enemy. He was alone and exposed to German fire from three sides, but his deadly fire killed dozens of Germans and caused their infantry attack to waver. The enemy tanks, losing infantry support, began to fall back. For an hour the Germans tried every available weapon to eliminate 2d Lt. Murphy, but he continued to hold his position and wiped out a squad that was trying to creep up unnoticed on his right flank. Germans reached as close as 10 yards, only to be mowed down by his fire. He received a leg wound, but ignored it and continued his single-handed fight until his ammunition was exhausted. He then made his way back to his company, refused medical attention, and organized the company in a counterattack, which forced the Germans to withdraw. His directing of artillery fire wiped out many of the enemy; he killed or wounded about 50. 2d Lt. Murphy's indomitable courage and his refusal to give an inch of ground saved his company from possible encirclement and destruction, and enabled it to hold the woods which had been the enemy's objective.

전쟁성 65호 명령
성명: 오디 리온 머피
계급과 소속: 미 육군 소위, 제 3 보병사단 15 보병대대 B중대.
장소와 시점: 프랑스 홀츠바이어 근교, 1945년 1월 26일.
근무 시작: 텍사스, 덜레스.
출생: 헌트 카운티, 텍사스 킹스턴 근교
공로: 소위 머피가 지휘하던 B중대는 6대의 전차들과 보병들의 파상 공격을 받았다. 머피 중위는 병들에게 숲 안의 예비지점으로 후퇴하라고 명령했고, 그 사이 그는 전투사령부 전방에 남아 전화로 포병에게 포격 위치를 계속하여 전송했다. 그를 뒤로, 그의 우측에서는 아군 구축전차 중 한 대가 직격탄을 맞아 불에 타기 시작했으며, 전차 승무원은 나무 뒤로 후퇴했다. 소위 머피는 진격 중이던 상당한 수의 적 보병들을 사살하는 도중에도 포병 포격을 계속 유도했다. 적군 전차가 그의 위치로 당도했을 때, 중위 머피는 당장 폭발할 위험이 있는 불타고 있는 구축전차로 올라 적군에 대항해 전차의 캘리버 .50 기관총을 발사했다. 그는 홀로 3면에서 독일군의 사격에 노출되었으나 12명의 독일군을 사살했고 적군 보병 공격을 와해시켰다. 보병 지원을 잃은 독일군 전차는 후퇴하기 시작했다. 1시간 동안 독일군은 모든 가용 무기로 머피를 사살하려했으나, 그는 계속하여 그의 위치를 사수했고 오른쪽 옆으로 몰래 포복으로 접근하던 적 분대를 사살했다. 독일군은 10야드 가까이 당도했으나 그의 사격에 사살당했다. 그는 다리 부상을 입었지만, 부상을 무시하고 계속 사격을 가하여 탄약이 소모될 때까지 단독으로 전투했다. 그리고 그 자리에서 후퇴했고, 치료를 거부한 상태에서 기습공격을 위해 중대를 추린 후, 후퇴하는 독일군을 공격했다. 그가 포격을 지시한 덕분에 상당한 적군을 사살시킬 수 있었는데, 약 50명가량을 사살하거나 부상케 하였다. 소위 머피의 불굴의 용기와, 단 한 뼘의 영토라도 적에게 넘겨주지 않으려고 한 의지는 그가 지휘하던 중대를 포위와 전멸의 위기에서 구해냈으며, 적군의 목표였던 숲을 방어하게 했다.

### 통산 합계
머피는 2차대전에 27개월간 참전하였고, 21세도 채 되기 전에 약 2년 가까이 제 3군 소속으로 전투에 참전했다. 홀츠바이어 전투를 포함해 약 263명의 독일군을 사살하였던 것으로 기록이 되어 있고, 6대의 전차를 파괴했으며, 이러한 공로로 이등병에서 소위로 진급했다. 2차대전 종전 시에 그가 수여받은 훈장은 다음과 같다.
- 명예 훈장
- 육군수훈십자훈장
- 은성 훈장 2개와 떡갈나무잎 배지(Oak Leaf Cluster, OLC)[주 1]
- 미합중국 공로훈장(Legion of Merit) 2개
- 동성훈장 2개와 OLC, V-Device[주 2]
- 동성전투훈장(Bronze battle star) 4개
- 동성근속훈장(Bronze Service Stars) 1개와 브론즈 애로우헤드(Bronze Arrowhead)[주 3]
- 명예전장상(퍼플하트)(Purple Hearts) 3개와 OLC 2개.
- 유럽-아프리카-중동 대회전 훈장(European-African-Middle Eastern Campaign Medal )
- 프랑스 정부에서 수여한 레지옹 도뇌르 훈장.
- 프랑스 무공십자훈장(Croix de guerre)와 푸라제르[주 4]
- 1940 벨기에 무공십자훈장(Belgian Croix de Guerre 1940)
- 전투보병뱃지(Combat Infantryman's Badge) (약장)
- 미명예시민근속훈장(U.S. Army Outstanding Civilian Service Medal)
- 근속지휘기장(Good Conduct Medal)
- 수훈군병기장(Distinguished Unit Emblem) 와 OLC
- 미국종군기장(American Campaign Medal)
- 2차대전전승기장(World War II Victory Medal)
- 2차대전 점령군 기장과 독일 근속 뱃지(Army of Occupation WWII Medal with Germany Clasp )[주 5]
- 예비군 기장(Armed Forces Reserve Medal)
- 우수 소총수 기장(Marksman Badge)와 라이플 바(Rifle Bar)
- 우수 보병 기장(Expert Infantryman Badge ) 과 바요넷 바(Bayonet Bar)
- 프랑스해방기장(Medal of Liberated France)

총 32개 + 예비군기장(Armed Forces Reserve Medal) 33개. 30개는 훈장/기장, 3개는 수여장이었다.

## 종전 후의 생활
1945년 6월 초, 독일의 항복 후 1달이 지난 후에 머피는 텍사스로 귀향해 퍼레이드, 축하연, 연설에 초대되는 등 영웅 대접을 받았다. 당시 텍사스주 당국에는 텍사스 주민들이 주 의회당에 오디 머피의 초상화를 걸어 놓으라는 요청이 쇄도했다고 한다. 이후 1945년 8월 17일 텍사스주 샌 안토니오(San Antonio)의 샘 휴스턴 기지(Fort Sam Houston)에서 전투임무를 종료했고, 1945년 9월 21일 중위로 최종 제대했다. 한국 전쟁이 발발한 1950년 6월에 머피는 36사단에 입대했으나 이 사단은 전투에 직접 참가하지 않았다. 따라서 머피는 계속 미국에 남아 있었으며, 1966년 근무 의무기간 명예 제대로 완전히 제대했을 때 그의 계급은 소령이었다.
머피도 보통 전투에서 귀환했을 때 발병하는 외상 후 스트레스 장애(PTSD)를 겪었는데, 주로 불면증, 우울로 인한 발작, 심한 악몽 등에 시달렸다. 그의 이혼한 첫 부인인 완다 헨드릭스(Wanda Hendrix)는 머피가 베게에 항상 콜트 권총을 두고 잠이 들었으며 심지어 그에게 총부리를 들이댄 적도 있었다고 주장했다. 1960년대 중반 동안 머피는 의사가 처방한 수면제에 의존했다. 그러나 약물 복용을 더 이상 끊기 위해 스스로 약물 섭취를 금했었고, 이 때문에 야기된 금단현상을 극복하기 위해 홀로 모텔 방에 들어간 후 몇주 동안 한번도 나오지 않는 은둔 생활을 한 바 있다고 술회했다. 이후 그는 정상 생활을 했으나, 이러한 행적들로 보아 전투 후에 그의 정신적인 시달림은 상당했음을 알 수 있다.
이러한 경험을 바탕으로, 전역 군인으로서 그는 전쟁과 관련된 정신 상태에 대해 공개리에 토론하지 못하게 하는 사회적 금기를 처음으로 타파하기도 했다. 한국전쟁과 베트남 전쟁에서 귀환하는 전역 군인들의 고통에 대해 사회적인 관심을 가지게 하려는 노력의 일환으로, 그는 제2차 세계 대전까지만 해도 그저 '전쟁 신경증' 이나 '탄환 충격' 정도로 알려져 왔던 자신의 PTSD 증상의 고통에 대해 거리낌없이 말하기 시작했다. 머피가 전역군인들이 가지게 되는 전투경험에 의한 감정 충돌 혹은 PTSD 등의 정신건강문제에 대해 적극적으로 강연함으로써 이에 대한 숙고와 연구의 증진, 정부지원의 확장을 촉구했다는 점은 긍정적으로 평가받고 있다.
머피는 1949년 배우였던 완다 헨드릭스와 결혼했으나, 머피의 PTSD 증세에 시달린 그녀는 결국 1951년 그와 아이 없이 이혼했다. 그 후 그 해에 항공기 스튜어디스였던 파멜라 아처(Pamela Archer)와 결혼했고, 1952년 테리 마이클 머피(Terry Michael)와 1954년 제임스 샤논 머피(James Shannon Murphy)를 차례로 낳았다. 그 후 머피는 성공한 배우이자, 농장주 겸 사업가로 변모해 갔고, 텍사스나 애리조나주의 투손, 캘리포니아주의 페리스(Perris) 말 목장주를 해 많은 돈을 벌기도 했다.
1955년 머피는 그와 절친한 친구인 텍사스의 극장주 스키퍼 체리(Skipper Cherry)의 권유로 프리메이슨에 관심을 보이게 되고, 캘리포니아 프리메이슨에 가입하게 되었다고 한다. 그 후 다시 고향인 텍사스로 돌아와 미국 남부 프리메이슨 지부인 스코틀랜드 의식(The Scottish Rite)에서 활동했으며, 1971년 사망할 때까지 다양한 프리메이슨 집회에서 활동했다. 또한 그는 텍사스 슈라이너스(Shriners)에 가입하여 활동하기도 했으며, 미국총기협회의 회원이기도 했다.

### 자서전
머피는 작가 동료였던 데이비드 '스팩' 맥클루어(David "Spec" McClure)의 권유로 1949년 자서전인 《To Hell and Back》을 집필했고, 곧 이 책은 그 해 베스트셀러가 되었다. 이 책에서 머피는 자신의 많은 영웅적인 행동을 자신 스스로 한 것은 전혀 아니라고 설명하면서 스스로를 담담하게 묘사하고 있고, 수여받은 많은 훈장들에 대해 어떠한 언급도 하지 않았다. 그의 책을 보면 대부분 그가 복무하거나 지휘하던 분대, 소대, 중대에 속해 있던 다른 병들의 숙련과 용감함, 그리고 국가에 대한 헌신을 칭찬하고 있는 것을 볼 수 있다.

### 배우 생활
처음 머피가 배우 세계를 알게 된 계기는 제임스 카그니가 그가 나온 라이프 지를 보고 1945년 9월 그를 할리우드에 초대한 것으로 시작된다. 그러나 몇 개월 후 그를 시범 채용해 본 영화사에서는 그를 배우로 훈련시키는 것은 어렵다는 입장을 밝혔다. 이 당시 그는 전역군인들이 쉽게 겪는 무기력증 등의 환멸감을 느끼고 있었고, 사업을 잘못 다루어 재정이 파산해 자신의 절친한 친구인 테티 헌트
(Tetty Hunt)가 소유하던 체육관 바닥에서 잠을 청하기도 했다. 참고로 그는 이렇게 받은 도움을 계기로 테리 헌트를 친애하여 후에 자신의 아들을 '테리' 머피라는 이름으로 명명했다. 이런 상황을 극복한 그는 1948년 '영광 너머로'(Beyond Glory)에 조연으로 캐스팅되어 처음 배우생활을 시작했고, 이후 '텍사스, 브루클린 그리고 천국'(Texas, Brooklyn and Heaven에서도 조연으로 활동했으며, 세 번째 영화인 '배드 보이'(Bad Boy)에서 처음으로 주연 역할을 얻었다. 그 후 그는 스테판 크레인(Stephan Crane)의 남북전쟁 소설인 '용기의 붉은 뱃지'(The Red Badge of Courage)를 각색한 1951년 동명의 영화에 캐스팅되면서 처음으로 영화인으로써 명성을 얻었고, 1959년에는 '총탄에는 이름이 없다'(No name on the Bullet)라는 영화의 주연으로 처음 서부영화에 등장했다.
그의 자서전인 <To Hell and Back>은 1955년 동명의 영화로 각색되었는데, 이 영화로 머피는 최고의 성공을 거두게 된다. 이 영화는 극장 개봉 직후 총합 거의 1천만 달러의 수익을 올렸는데, 이 수치는 그때까지 유니버설에서 보급한 영화 중 가장 큰 수익을 올린 히트작이었고, 1975년 스티븐 스필버그의 죠스가 개봉되기 전까지 유니버설에서 보급한 영화 중 가장 높은 수익을 유지한 영화였다. 드와이트 아이젠하워가 월터 B. 스미스(Walter B. Smith)의 소개로 이 영화를 보았는데, 그는 오디 머피의 전투 신 연기가 머피의 작은 신장 때문에 '비현실적'으로 보인다고 하면서 머피의 영화를 그다지 좋아하지 않았다고 한다.
그는 약 25년 동안 할리우드에서 44개의 영화에 출연했는데 이 중 33개는 서부영화였고, 배우로서 총 3백만 달러 이상을 벌어들였다. 머피의 이름은 현재 할리우드 명예의 거리에 명판으로 수록되어 있다. 나중에 더티 해리에도 캐스팅 될 예정이었으나, 비행기 사고로 그가 사망하자 클린트 이스트우드가 그 역을 대신했다.

### 작곡가
머피는 성공적인 컨트리 뮤직 작곡가이기도 했는데, 가이 미첼(Guy Mitchell), 지미 브랜트(Jimmy Brant), 스콧 터너(Scott Turner), 코이 지글러(Cot Ziegler), 테리 에들맨(Terry Eddleman) 등의 유명 작곡가와 지휘가들과 함께 작업했다. 머피가 작곡한 음악은 딘 마틴(Dean Martin )이나 에디 아놀드(Eddy Arnold), 찰리 프리드(Charley Pride), 지미 브랜트(Jimmy Bryant), 포터 바고너(Porter Waggoner), 제리 월리스(Jerry Wallace), 로이 클라크(Roy Clark), 해리 닐선(Harry Nilsson)등의 여러 컨트리 뮤지션들에게 불리고 발표되었으며, 이 중 히트곡으로는 Shutters and Boards, When the Wind Blows in Chicago 가 있다.

## 출연 작품
- 퀵 건 - 클린트 쿠퍼 역
- 40정의 총 - 코번 대위 역

## 사망

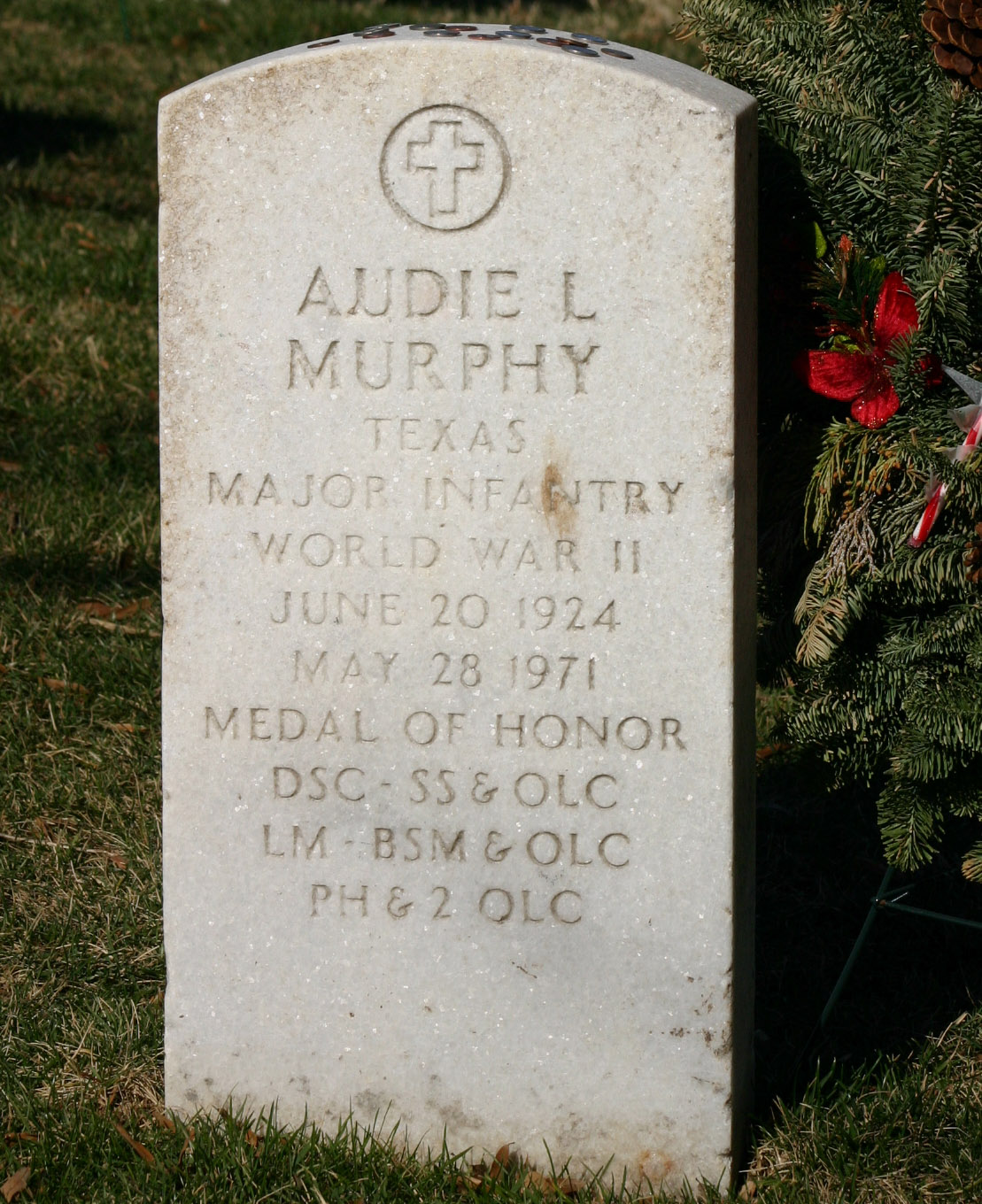
알링턴 국립 묘지의 오디 리온 묘지석.

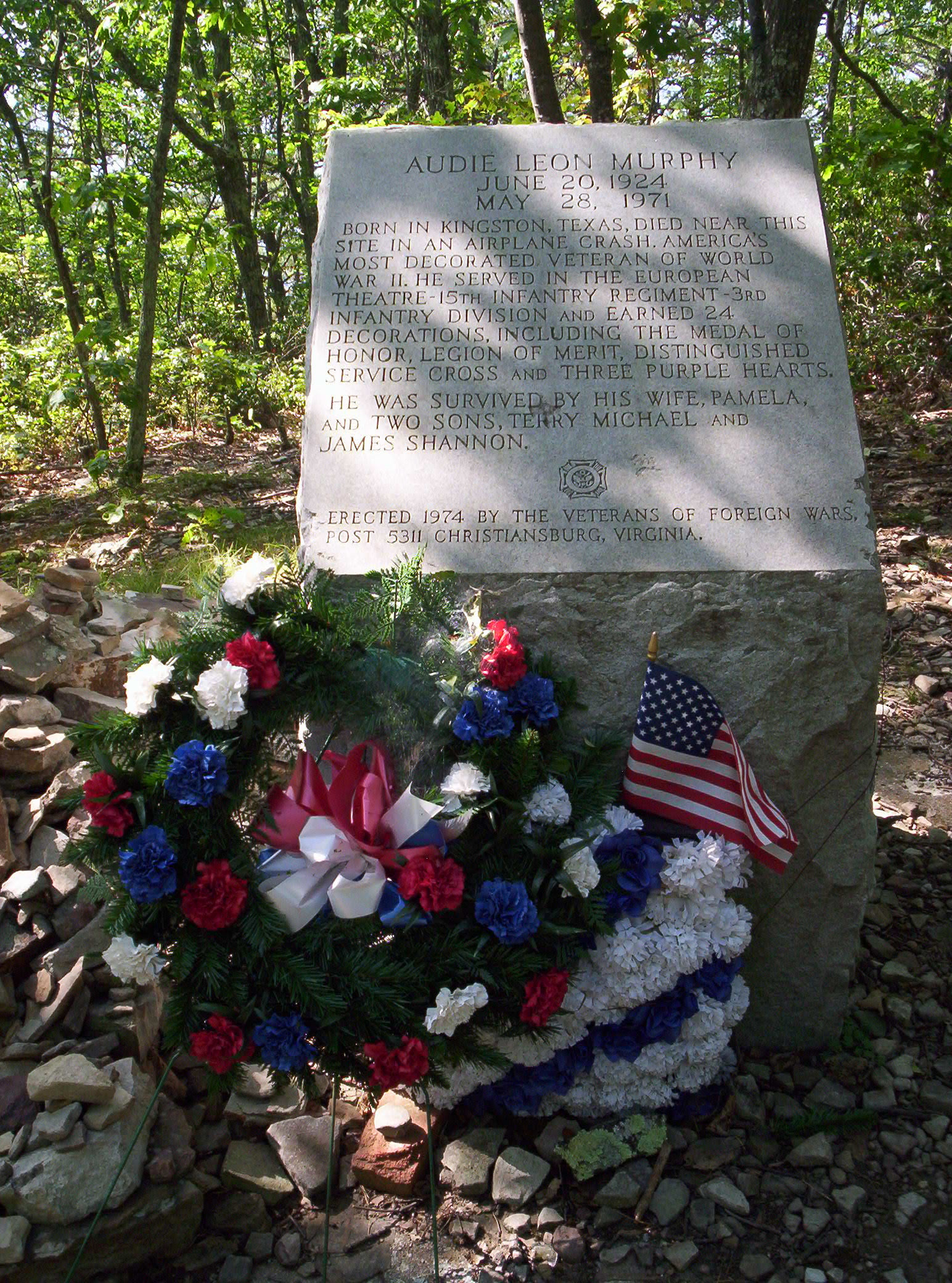
브러쉬 마운틴에 있는 화강암 추모비.

1971년 5월 28일, 머피는 사업에 관한 일로 5명의 동료들과 자신 소유의 개인 항공기를 타고 비행 중이었는데, 그 날은 악천후였으며 더욱이 조종사는 자격증이 없는 사람이었다고 한다. 결국 그의 개인 항공기는 비행 중 버지니아 주 로어노크(Roanoke) 카토바(Catawba) 강 부근 브러쉬 마운틴(Brush Mountain)에 정면 충돌했고 조종사를 포함한 6명은 그 자리에서 즉사했다. 이 때 머피의 나이는 46세였다.
1971년 6월 7일, 머피는 알링턴 국립 묘지 46번 구역에 조지 H. W. 부시가 참석한 가운데 안장되었으며, 오디 머피가 사망한 브러쉬 마운틴에는 1974년 화강암 추모비가 세워졌다. 그의 묘지는 현재 알링턴에서 존 F. 케네디의 묘지 다음으로 가장 많이 방문객들이 참배하는 묘지라고 한다.

## 사후
머피의 죽음 이후에도 그를 기리는 여러 행사, 행동이나 단체 결성이 지속되고 있는데, 구체적으로 다음과 같다.
- 1950년대에 결성된 오디 머피 내셔널 팬 클럽(Audie Murphy National Fan Club)에는 현재 약 9개국에 500명가량의 회원이 등록되어 있다.
- 1973년 11월 17일, 오디 L. 머피 메모리얼 베테랑스 호스피털(Audie L. Murphy Memorial Veterans Hospital)이 텍사스의 샌안토니오에 건립되었다. 이 병원 앞에는 조작가인 지밀루 메이슨(Jimilu Mason )의 8피트 크기의 브론즈 머피 동상이 세워졌고, 병원 옆에는 머피의 생애와 유품 등을 전시한 박물관이 건설되었다.
- 서젠트 오디 머피 클럽(Sergeant Audie Murphy Club ), 약칭 SAMC. 1986년 초에 텍사스 포트 후드(Fort Hood)에서 창립된 클럽이며, 성실함과 직업의식, 지휘 능력과 개인적 윤리를 지닌 부사관만이 가입할 수 있는 단체이다. 보통 미군 최고의 부사관 5% 중 1%만이 이 클럽에 가입할 수 있다고 한다.[3]
- 1996년 텍사스 주의회는 공식적으로 오디 머피의 생일인 6월 20일을 오디 머피의 날(Audie Murphy's Day) 라 공표했고, 같은 해 그린빌 시에서 페이닝 카운티까지 연결된 69번 노스 하이웨이를 더 오디 머피 메모리얼 하이웨이(The Audie Murphy Memorial Highway)로 명명했다.
- 1996년 오클라호마 주의 오클라호마 시티에 있는 내셔널 카우보이&웨스턴 헤리테이지 뮤지엄(National Cowboy&Western Heritage Museum)에서는 서부 음악가 명예의 전당(Western Performers Hall of Fame)에 이름을 올렸다.
- 1990년대 중반부터 그린빌의 미국 면화 박물관(American Cotton Museum)과 파머스빌에서는 매년 6월 20일, 즉 그의 생일마다 기념 행사를 주최 중이다. 이 박물관은 오디 머피/미국 면화 박물관(Audie Murphy/American Cotton Museum)로 개칭되어 머피의 후손들, 가족들과 전 세계의 오디 머피 내셔널 팬 클럽의 회원들이 기부한 오디 머피의 기념품과 개인적인 용품들을 전시한 콜렉션 박물관을 건설했다.
- 2000년 오디 머피의 초상이 33센트 우표에 인쇄되었다.
- 2000년 포트 후드에 그의 이름으로 명명된 중학교가 건립되었다.